# علي أصغر محمدوف
 علي أصغر جعفر أوغلو محمدوف (ولد 1919م، بلدة كيشله، باكو - توفي 29 يناير 2000م) عالم لسانيات أذربيجاني، يعتبر مؤسس الاستعراب الحديث في أذربيجان. شارك كمترجم باللغة الألمانية والروسية في المحكمة العسكرية الدولية في نورمبرغ.

## مسيرته
خلال الفترة ما بين شهر ديسمبر عام 1945 وفبراير عام 1946 شارك كمترجم باللغة الألمانية والروسية في محكمة نورنبيرغ على مجرمي ألمانيا النازية وذلك بتوجيه من وزارة الخارجية السوفيتية.

### الاهتمام بالعربية
كرّس علي أصغر معظم حياته لتعليم اللغة العربية وتحديث منهج تعليمي في مجال الاستعراب في آذربيجان وأسس قسم اللغة العربية وآدابها في جامعة باكو الحكومية وهذا لأول مرة في آذربيجان، وترأسه لمدة 29 عاما. وبلغ عدد الكتب التي ألّفها بأكثر من 30 كتابا في تعليم اللغة العربية. كما أسس قسم البلدان العربية في هيئة إذاعة وتلفزيون آذربيجان وساهم عن كثب في إنشاء جمعية «الصداقة» مع البلدان العربية.

## مؤلفات
- «تعليم اللغة العربية»، دار «زردابي» للطبع والنشر، 2013، تقديم البروفيسورة عايدة قاسيموفا أستاذة قسم اللغة العربية وآدابها في جامعة باكو